# 辛普森短剧
辛普森短剧（英語：The Simpsons shorts）是美国综艺节目《特蕾西·厄尔曼秀》上曾经播放过的一个动画短剧系列，每集长约1分钟。在其中的角色后来被扩展成半小时黄金时段节目《辛普森一家》以前，辛普森短剧总共播映了3季共48集。辛普森短剧的主要角色由辛普森家的五口人构成。他们分别是霍默、玛琦、巴特、莉萨与玛吉。这部系列由马特·格勒宁创造，他设计了辛普森一家人的形象，并为许多集短剧撰写了剧本。辛普森短剧的第一集“Good Night”首次播映于1987年4月19日；最后一集“TV Simpsons”播映于1989年5月14日。1989年12月17日，《辛普森一家》的第一集“Simpsons Roasting on an Open Fire”亮相于荧屏。